# Huta Stalowa Wola S.A.
Huta Stalowa Wola S.A. (HSW S.A.) es una empresa dedicada a la forja y fundición de metales y es el mayor productor de equipos militares polaco, ubicado en Stalowa Wola, Polonia.

## Historia

### Inicios
Establecida en 1936-1938, en la época de la segunda república; se constituyó como el culmen de una serie de esfuerzos indsutriales de dicho gobierno entre los años 1936–1939 para crear la Región Central Industrial. Se pretendía que fuera parte de un grupo de fábricas construidas en el área central del país, lejos de las fronteras con Alemania y la URSS. Se diseñó para que proveyera una razonable y segura ubicación para la producción de piezas de armamento y bienes de alta tecnología fuera del alcance ruso y/o germano.

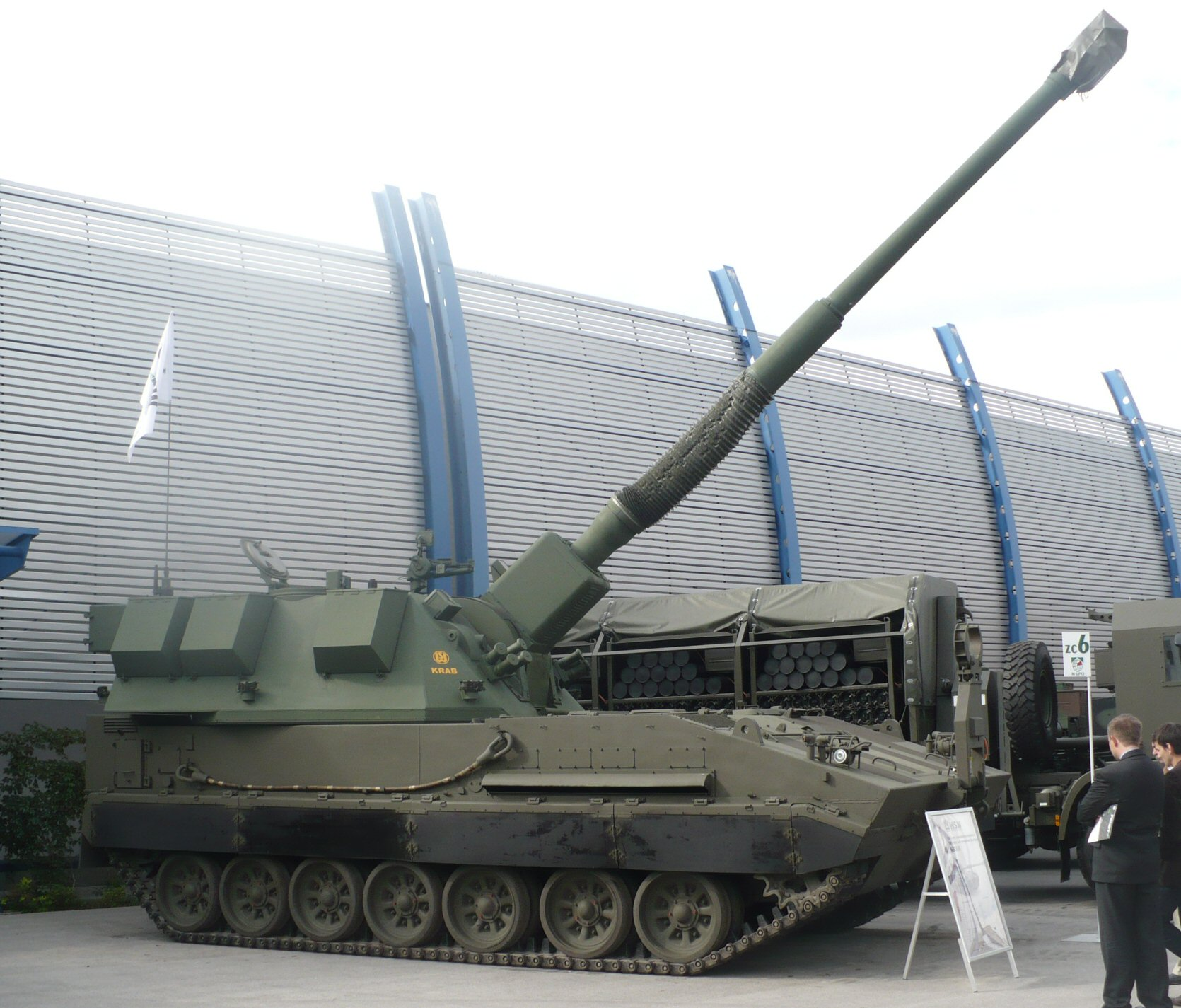
Óbus de artillería Krab (calibre 155mm).

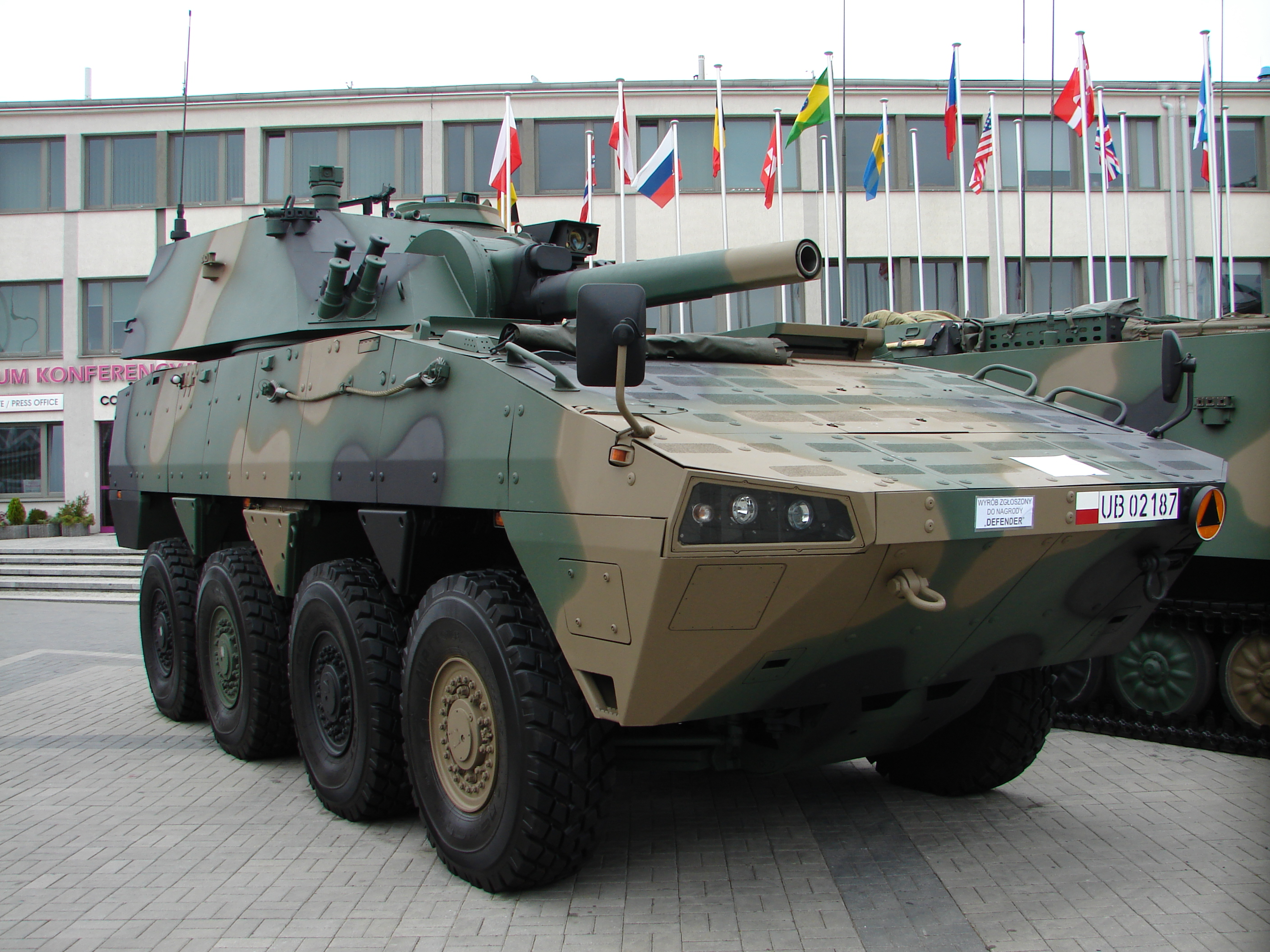
Mortero de calibre 120mm RAK

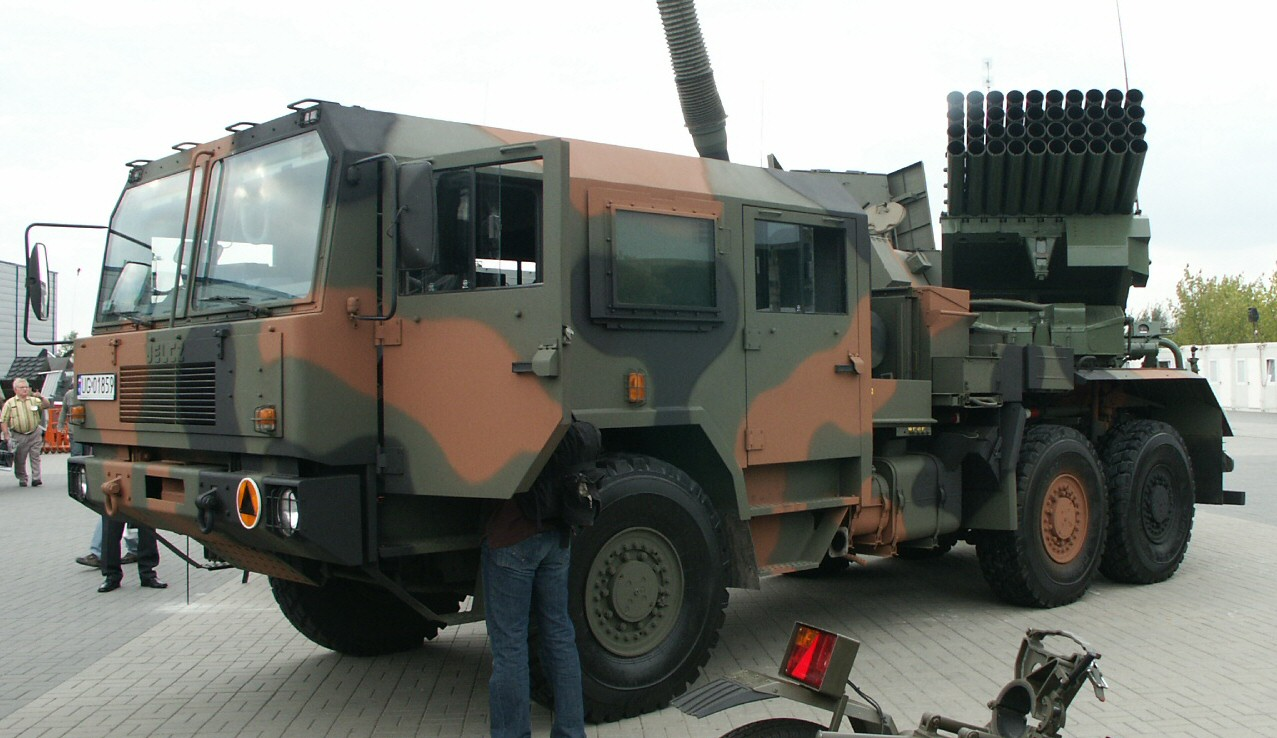
Lanzacohetes múltiple "WR40 Langusta"

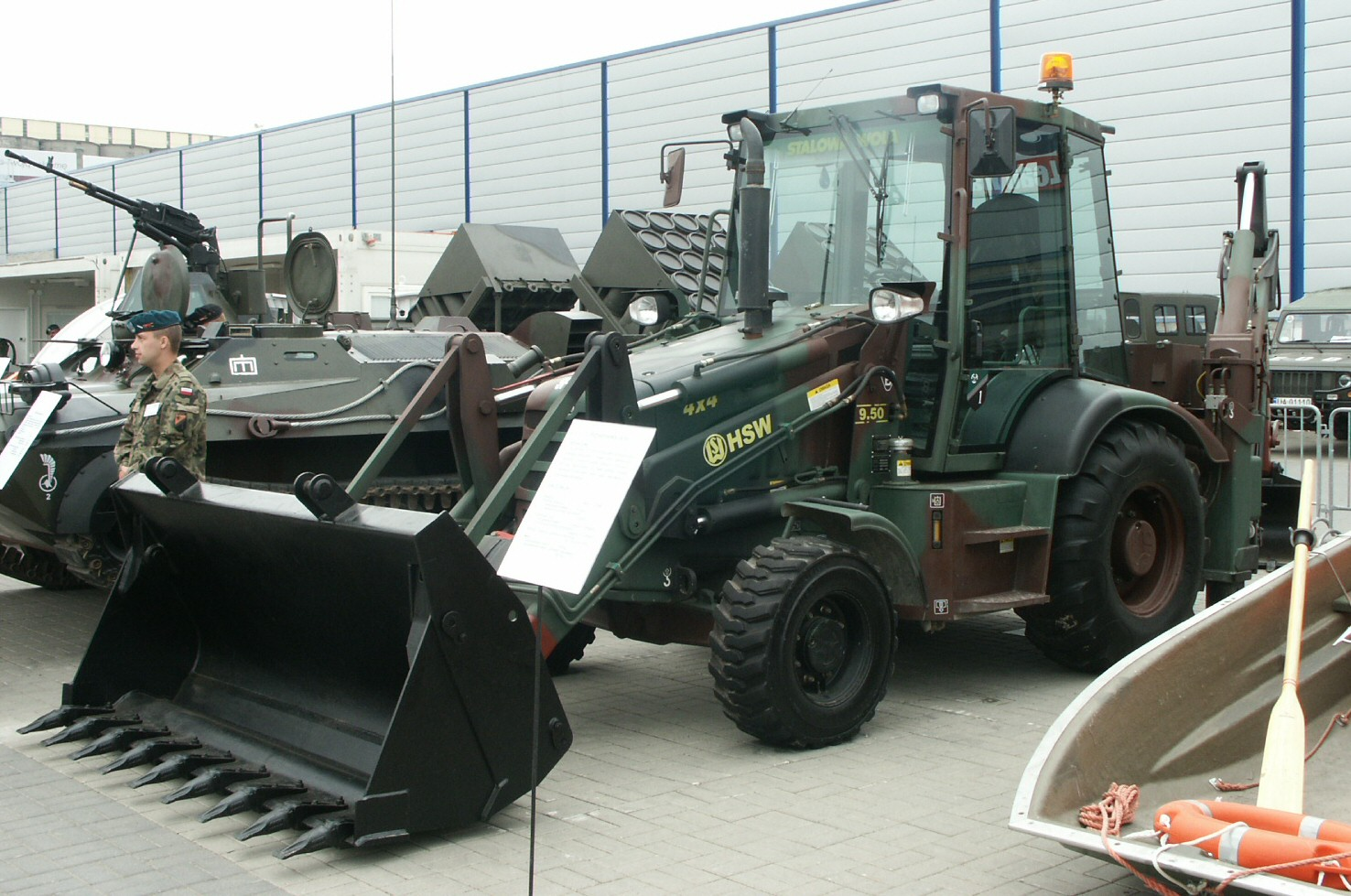
Retrocargador UMI, versión usada por el ejército polaco del modelo civil HSW 9.50; producido por Huta Stalowa Wola S.A.

La fundición se construyó para la manufactura de aceros de aleación de alto grado de resistencia y que fuera usado en la producción de armas - artillería, maquinaria pesada, cañones y otros en 1937. Se proyectó un conjunto urbano de rápido crecimiento a su alrededor, del que tomaría su nombre (la ciudad de Stalowa Wola).

### Era comunista
Entre las décadas de 1960 y de 1970, la compañía inició las labores de producción de maquinaria  de construcción y otra clase de maquinaria pesada, así como de aceros de alta calidad, montacargas, equipos de defensa bajo licencia, y en la década de 1980 se constituye como el mayor centro de actividades opositorias al régimen comunista de la época (véase Huelgas de 1988 en Polonia).

### Actualidad
Ya en 1991, como parte de la descentralización industrial tras la disolución de la URSS, la empresa Huta Stalowa Wola se convierte en una compañía de capital en acciones. Aún hoy día se mantiene como el mayor generador de empleos de la zona de influencia en la ciudad, y el mayor productor de equipamiento militar en Polonia. HSW S.A. para el 1 de febrero de 2012 vende las instalaciones de construcción de maquinarias al conglomerado chino Guangxi Liugong Machinery.